# Pont del Molí dels Capellans
El Pont del Molí dels Capellans és una obra de Taradell (Osona) inclosa a l'Inventari del Patrimoni Arquitectònic de Catalunya.

## Descripció
Edifici civil. Ponta damunt la riera de Tarradell prop del molí dels Capellans.
Pont amb l'ull d'arc de mig punt. Fa uns cinc metres d'amplada per quatre metres d'alçada. Es construït amb volta de pedra però ha estat reparat amb totxo i ciment (concretament la part de llevant). A la part nord hi ha un mur que forma el camí separant-lo del torrent. Les baranes són coronades amb pedres posades de canto, hi ha uns pilanets quadrats a la zona nord que dona accés al molí.
Malgrat la seva bellesa es seu estat és molt descurat.

## Història
La història del pont deu ser tant remota com el pas per aquest indret por poder traspassar la riera. De totes maneres deu haver seguit l'evolució del molí del qual en tenim constància en el nomenclàtor de la província de Barcelona de 1860, per bé que els seus orígens deuen ser més antics a jutjar per la llinda gotitzant d'una de les seves obertures.
El pont prengué el nom del molí que per ser propietari de la Seu de Vic prengué el sobrenom dels "Capellans".